# Фиолетовый лесной удод
Фиолетовый лесной удо́д (лат. Phoeniculus damarensis) — вид птиц из семейства древесных удодов. Выделяют два подвида.

## Описание
Очень похож на более распространённый вид семейства — зелёного лесного удода. Довольно крупный древесный удод, длина тела — 34,5—38 см, масса 72—96 г. Оперение тёмное, блестящее с сине-зелёным на зобе и фиолетовым отливом на голове и спине. Хвост длинный, ступенчатый с белыми предвершинными пятнами на рулевых перьях. Ноги короткие, красные. Голос — частое стрекотание или хохот — как-ка-ка-ка-какакака-а-а-а.

## Распространение
Населяет саванны, сухие и разреженные леса Южной и Восточной Африки. Выделяют два подвида.
- Phoeniculus damarensis damarensis (Ogilvie-Grant, 1901) — Ангола и Намибия
- Phoeniculus damarensis granti (Neumann, 1903) — центр и юго-восток Кении

## Питание
Преимущественно насекомоядная птица, опираясь на хвост, обследует стволы деревьев в поисках беспозвоночных. Иногда ловит насекомых в воздухе и собирает корм на земле. В рационе — жуки и их личинки, прямокрылые, гусеницы бабочек, термиты, мелкие гекконы. Общественные птицы, держатся небольшими стаями — семейными группами по 4-15 птиц.

## Размножение
Моногамный вид с развитым помощничеством. Гнездится в дуплах или полудуплах, в кладке 4-5 голубых яиц. Птенцов кормит самка, однако, корм приносят самец и многочисленные помощники — неразмножающиеся самки.